# 陳貺
陳貺，又作陳況，福建人，五代十国南唐隐士。
陳貺性情淡漠，孤貧力學，藏書至數千卷。隠居廬山四十年，衣食缺乏，也不動仕禄之心。有叔父出家为僧，時時賴其供給。作詩數百首，骨格強梗，苦思未成章句，已经远近传播。唐元宗听说其名，以幣帛召见他。陳貺入觐，襆巾絛帶，布裘鹿鞟，举止有雅度。元宗見其衣服單薄，降下手札：「想要以綾綺之衣賜给陳卿，陳卿必不接受；现在朕賜自己穿的紬縑衣三十件，陈卿接受吧。」陳貺獻景陽宮懷古詩，元宗任命他为江州士曹掾。陳貺固辭，于是賜粟帛，送還廬山。陳貺五十岁才娶妻，有人道喜：「處士新婚宴尔，好吗？」回答：「我年轻时就住在山谷，不参与世事，不知衣裾下有这种寧馨事。」被朝廷征召，有人为：「夫人安置在何处？」回答：「暫寄師叔禪院。」问：「婦人年少，怎可不防閑？」回答：「门锁上了。」问:「如果有水灾火灾怎么办？」回答：「鑰匙也给她了。」去世时，年七十五岁。